# Външна политика на Северна Корея
КНДР поддържа активни дипломатически отношения с комунистическите страни – Лаос, Китай, Куба и Виетнам, както и други държави с лява политическа ориентация. КНДР поддържа добри отношения и с Етиопия, Еритрея, Зимбабве, Иран, Демократична република Конго и Обединените арабски емирства. САЩ и други развити държави определят Северна Корея като сталинистка диктатура, и я критикуват заради нарушения на човешките права и разработване на ядрено оръжие. Като цяло Северна Корея води затворена политика и не поддържа връзки с голяма част от страните по света. Заради участието на севернокорейски агенти във взривяването на южнокорейски пътнически самолет през 1987 г., както и даването на убежище за членове на японската червена армия, към края на 80-те години страната е обявена за поддръжник на тероризма. Въпреки това оттогава насетне Северна Корея не е била замесена в терористична дейност, а през юни 2008 г. външното ѝ министерство обявява, че страната официално подкрепя борбата срещу международния тероризъм. По време на Студената война КНДР е съюзник както на Китай, така и на СССР.

## Териториални спорове
- Неизяснена граница с Китай в района на Пектусан;
- Демилитаризираната зона по 38-ия паралел не е постоянна граница;
- Подобно на Южна Корея, КНДР претендира за целия Корейски полуостров.

## Двустранни отношения
- Китай е основен политически и икономически съюзник на Северна Корея. Въпреки споровете между двете страни относно принадлежността на определени участъци от пограничната река Ялу, Китайската народна република е най-големият търговски партньор и поддръжник на комунистическата държава. Пекин се обявява и против санкциите, наложени на Пхенян заради ядрената му програма. Китай доставя на Северна Корея компоненти за развитие на високотехнологична промишленост, хранителни помощи, оръжия, електроенергия, както и гориво на цени, значително по-ниски от тези на международните пазари.[4] Китайските инвестиции и печалби от КНДР възлизат на $2 млрд. годишно. Северна Корея, както и Тайван, са от стратегическа важност за китайската външна политика.[5]

- Южна Корея – отношенията между КНДР и Република Корея могат да се проследят до началото на двете държави. Както в Южна, така и Северна Корея са учредени през 1948 година – първата страна с помощта на САЩ и ООН, последната – с помощта на СССР. След края на Корейската война отношенията между двете републики са предимно враждебни с леко подобрение през последното десетилетие. През 1968 година севернокорейски специални части правят неуспешен опит за обединение с Южна Корея чрез завземане резиденцията на южнокорейския президент. През 1984 КНДР осигурява на Южна Корея хуманитарна помощ за възстановяване от тежки наводнения. През 2000 година е първата среща на корейските ръководители – Ким Чен Ир и тогавашният южнокорейски президент Ким Те Чжун. Седем години по-късно се състои втората такава среща, на която е подписано и официално примирие между двете страни. Южна Корея днес доставя на КНДР хуманитарна помощ и автомобили, макар тези доставки да намаляват. Голяма част от туристите в Северна Корея идват от южната ѝ съседка. Друг признак за подобряване на отношението между двете страни е спирането на пропагандните високоговорители и от двете страни на демилитаризираната зона.[6]

- САЩ е върховният враг на Северна Корея, според пропагандата в страната.[7] По време на Корейската война цивилното население в северната част на полуострова е подложено на ожесточени американски бомбардировки, а американската и южнокорейската армии извършват редица военни престъпления срещу корейци с леви убеждения (виж Клане в Джеджу-до). Положението не се променя и през Студената война, когато на няколко пъти войници от американската и корейската народна армия влизат в престрелки. Част от тези враждебни действия между двете страни са пленяването на американския кораб USS Pueblo през 1968 и убийството на двама американски войници през 1976 г. (т.нар. Инцидент с тополата). Основен обект на спор между двете страни е ядрената програма на Пхенян. Севернокорейското правителство твърди, че тя е с цел самозащита от евентуална американска агресия, но САЩ я считат за стратегическа заплаха поради естеството на режима и съмненията им, че севернокорейците снабдяват с оръжия терористи. След изключването и извеждането от експлоатация на ядрения си реактор в Йонбьон, Северна Корея е премахната от списъка на страните, подкрепящи тероризма[8] и вече не се счита от американските власти за „престъпна държава“.[9] В началото на ноември 2007 г. пирати атакуват севернокорейски кораб край бреговете на Сомалия. Корейският екипаж отблъсква пиратите, а на помощ идват американски патрулни катери, които впоследствие арестуват пиратите. След този инцидент в севернокорейските медии има положителни реакции към САЩ.[10]ь

- Русия има значителни стратегически, политически и икономически интереси на Корейския полуостров, което определя положителното ѝ отношение към КНДР както днес, така и в исторически план. Двете корейски държави, които по традиция са в добри отношения с Москва, са от голяма важност за руската икономика. Русия е традиционен доставчик на оръжие и гориво за КНДР, а голяма част от работниците в областта на дърводобива около Владивосток са севернокорейци.[11] Въпреки това отношенията между двете страни се влошават след севернокорейския ядрен опит през 2006, а президентът Путин чрез указ забранява износа на военно оборудване, което може да се използва за ядрената програма на Пхенян.[12]

- Япония не поддържа дипломатически отношения с КНДР и преговаря с нея чрез посредничеството на Република Корея. Отношението към японците на Корейския полуостров е по-скоро негативно заради над 30-годишна окупация. Отношенията между двете страни се обтягат още повече, след като в началото на 80-те години Северна Корея отвлича 13 японци, които трябва да обучат агенти в японския език и традиции.[13] Текат преговори за установяване на нормални дипломатически отношения. Япония е един от участниците в шестстранните преговори относно ядрената програма на КНДР.

- Иран е в добри отношения с КНДР според медиите и в двете страни, които активно си сътрудничат в областта на науката, културата и образованието.[14] Северна Корея помага на Иран в областта на ядрената енергетика.[15] КНДР е и основен доставчик на ракети и ракетни части за Иран.

- България е една от малкото страни в света, поддържащи активни дипломатически отношения с КНДР. Двете страни установяват дипломатически отношения на 29 ноември 1948 година. Въпреки първоначално добрите отношения, през 1959 година двете страни скъсват дипломатическите връзки за 8 години заради про-сталинистката позиция на севернокорейското правителство.[16] Първото официално посещение на Ким Ир Сен в България е в средата на 1950-те години, а второто започва на 2 юни 1975. Последното посещение на български политик в страната е визитата на Соломон Паси между 31 юли и 4 август 2007 година.[17] България възстановява посолството си в Пхенян през 2005, а севернокорейското посолство в София е единственото в региона и отговаря за контактите с 10 държави. За 2007 стокообменът между двете страни възлиза на едва $250 000. Правителствата на НРБ и КНДР подписват Спогодба за културно и научно сътрудничество през 1970 година. На 24 март 1998 е подписана Програма за сътрудничество в областта на науката, образованието и културата за периода 1997 – 1999. Водят се преговори за подновяване на програмата. В Института за чужди езици в Пхенян съществува катедра по български език.[18]

- Лаос e в „приятелски“ отношения с КНДР, като двете държави си сътрудничат в различни области.[19] На 30 август 2008 двете страни подписват споразумение за съвместен комитет, който трябва да следи за подобряването на икономическите връзки между двете страни, както и за сътрудничество в областта на науката и технологиите.[20]

- Виетнам

- Франция е една от двете страни в ЕС, които не признават Северна Корея като суверенна държава (другата членка е Естония). Франция може да обмисли установяване на дипломатически отношения с Пхенян, ако КНДР изостави ядрената си програма и подобри състоянието на човешките права.

- Пакистан